# Fragile / JIRENMA
«fragile／JIRENMA» es el décimo sexto sencillo de la banda japonesa Every Little Thing, lanzado el 1 de enero de 2001.

## Información
Este es uno de los sencillos más exitosos desde la partida del músico Mitsuru Igarashi de la banda en el año 2000, entrando al primer lugar de las listas de Oricon, y vendiendo aproximadamente 800 mil copias en Japón (y más de 1.100.000 copias a nivel mundial).
El sencillo es uno de doble cara, pero "fragile" (que fue canción imagen de la serie de televisión Ainori) tuvo mucha más notoriedad que su canción aliada "JIRENMA" (canción imagen de la película de Initial D), y probablemente sea ya que esta última no tuvo un video promocional para divulgarla de forma más masiva, a pesar de que dentro del sencillo sólo esta canción incluye una versión remezclada.
El videoclip grabado para "fragile" también es muy conocido entre fanáticos, y en general entre conocedores de música japonesa alrededor del mundo. Dentro de la producción se muestra la historia de una chica, con distintos finales para mismas situaciones, todo dependiendo de haber hecho determinadas acciones momentos antes o momentos después.
La canción "fragile" adquirió tanta popularidad que incluso fue involucrada al popular programa de televisión en Japón de batalla entre canciones llamado Kohaku, y también hizo merecedor a Every Little Thing del gran premio dentro de la #34 entrega de los Japan Record Awards de ese año.

## Canciones
1. «Fragile»
2. «JIRENMA»
3. «JIRENMA» -FPM Young Soul Mix-
4. «Fragile» -Instrumental-
5. «JIRENMA» -Instrumental-

- Datos: Q3266503